# コパカバーナ (曲)
「コパカバーナ」（原題： Copacabana (At The Copa) ）は、1978年にバリー・マニロウが発表した楽曲で、マニロウとブルース・サスマン、ジャック・フェルドマンによって書かれた。また、同年のアルバム『愛と微笑の世界』 (Even Now) に収録されている。

## 解説
コパカバーナの大本の由来は、ブラジルのリオデジャネイロ市にあるコパカバーナ海岸であるが、曲中ではその海岸ではなく、その名にちなんだアメリカ合衆国ニューヨーク市のナイトクラブ、「コパカバーナ (ナイトクラブ)」での出来事が歌われている。この曲は『ビルボード』誌で8位を記録し、1979年のグラミー賞 Best Male Pop Vocal Performance を受賞している。その後、2006年にはキャメロン・ディアスが出演するソフトバンクモバイルのCFイメージソングに使用され、話題となった。
曲中では躍動的なラテンのリズムとは裏腹に、コパカバーナで恋に落ちた2人の悲劇的な結末が歌われている。
この曲は六本木のディスコ、マハラジャでも人気あるディスコチューンで、ディスコDJ OSSHY（押阪雅彦）のキラートラックでもある。1993年に新しくリミックスが施されたヴァージョンが大ブレイクした。

## 歌詞の内容
この曲は、ローラという女性についての物語が歌われている。
ハバナで一番の熱気があふれるコパカバーナでスターを目指し、踊り子をしていたローラには、バーテンダーの仕事をしているトニーという恋人がいた。ある日、ダイアモンドで着飾ったリコという男の客がローラに手を出そうとし、それに怒ったトニーはリコに殴りかかった。椅子が砕け、血が飛び散り、そして1発の銃声が響いた。それから30年後、ローラは昔と同じ踊り子の衣装で同じ場所にいたが、コパカバーナはディスコになっており、そこにローラの居場所はなかった。若さもトニーも失ったローラは、今や酒に溺れるばかりで彼女自身の正気すらも失っていた。
そして、この歌の最後は「コパカバーナでは恋に落ちてはいけない」という言葉で閉じられている。

## 編曲
オリジナル以外にも、様々な編成用に編曲が行われ、演奏されている。他に西城秀樹による日本語版もあり、こちらの歌詞はコパカバーナの踊り子のローラに恋する男の情熱を描いた物となっている。
- 高校野球の応援歌（特に智辯和歌山高校が有名）としても使用されている。
- 吹奏楽版 - 「ニュー・サウンズ・イン・ブラス」シリーズ （岩井直溥 編曲）
- 大垣競輪場では、アレンジされたインストゥルメンタル版をBGMとして使用している。

## チャート
| チャート (1978–79年)                | 最高位 |
| ----------------------------------- | ------ |
| ベルギー                            | 5      |
| カナダ (RPM 100 Singles)            | 7      |
| カナダ (アダルト・コンテンポラリー) | 3      |
| カナダ (ダンス/アーバン)            | 2      |
| フランス                            | 2      |
| ドイツ                              | 23     |
| オランダ (Dutch Top 40)             | 6      |
| オランダ (Single Top 100)           | 7      |
| ニュージーランド                    | 37     |
| 全米 Billboard Hot 100              | 8      |
| 全米 アダルト・コンテンポラリー     | 6      |
| 全米 ダンス・クラブ・ソングス       | 15     |

| チャート (1993–94年) | 最高位 |
| -------------------- | ------ |
| オーストラリア (KMR) | 92     |
| アイルランド (IRMA)  | 21     |
| イギリス (OCC)       | 22     |

| チャート (1978年)                  | Rank |
| ---------------------------------- | ---- |
| オーストラリア (Kent Music Report) | 76   |
| ベルギー                           | 51   |
| カナダ (RPM)                       | 52   |
| オランダ                           | 92   |
| 全米 Billboard Hot 100             | 74   |
| 全米 キャッシュボックス Top 100    | 82   |